# Nobre Caminho Óctuplo
O Nobre Caminho Óctuplo é, nos ensinamentos do Buda, um conjunto de oito práticas que correspondem à quarta nobre verdade do budismo. Também é conhecido como o "caminho do meio" porque é baseado na moderação e na harmonia, sem cair em extremos.
Essas oito práticas foram descritas pelo Buddha:
"Agora, bhikkhus, esta é a nobre verdade do caminho que conduz à cessação do sofrimento: é este Nobre Caminho Óctuplo: entendimento correto, pensamento correto, linguagem correta, ação correta, modo de vida correto, esforço correto, atenção plena correta, concentração correta." 
-- SN LVI.11

O nobre caminho óctuplo é um treinamento para erradicar a ganância, o ódio e a ilusão, vistos como as raízes do sofrimento.
No simbolismo budista, o nobre caminho óctuplo é frequentemente representado pela roda do dharma, cujos oito aros representam os oito elementos do caminho. O Nobre Caminho foi delineado pelo Tathagata já no seu primeiro discurso após a iluminação, o "Discurso do colocar a roda em movimento"

A roda do Dharma, frequentemente usada para representar o nobre caminho óctuplo

## Fatores
Nos elementos descritos abaixo, o termo "Correto" é uma tradução da palavra samyañc (Sânscrito) ou sammā (Pāli), que denota plenitude, e coerência, e que possui o sentido de "perfeito" ou "ideal".
- Compreensão correta: De sammā-ditthi, literalmente visão correta, também traduzido como "opinião correta" ou "entendimento correto".[4][5] Compreensão de acordo com as Quatro Nobres Verdades, de maneira a entender as coisas como elas realmente são.[6]
- Pensamento correto: O pensamento da renúncia, de desenvolver as nobres qualidades, não tendo má vontade em relação aos outros, não querendo causar o mal (nem em pensamento).[7]
- Fala correta: Abster-se de mentir, falar em vão, usar palavras ásperas ou caluniosas. Falar a verdade, ter uma fala construtiva, harmoniosa, conciliadora.[8]
- Ação correta: Abster-se de destruir a vida, abster-se de tomar aquilo que não for dado, abster-se da conduta sexual imprópria.[9]
- Meio de vida correto: um modo de vida equilibrado, nem perdulário nem mesquinho e que não cause mal a outros seres. Inclui ter uma profissão que não esteja em desacordo com os princípios.[10]
- Esforço correto: Abandonar estados prejudiciais e as causas para futuros estados prejudiciais. Cultivar estados benéficos que tenham surgido e condições para futuros estados benéficos. [11]
- Consciência correta: Desenvolver consciência do corpo, fala e mente, em linha com o caminho óctuplo. (ver artigo para mais detalhes).[12]
- Concentração correta: Estabilidade e foco mental.[13]

### As três divisões do caminho
Visakha (um leigo, ex-marido da Ven. Irmã Dhammadinna): "Senhora, e os três agregados [da virtude, concentração e discernimento] estão incluídos no Nobre Caminho Óctuplo, ou está o Nobre Caminho Óctuplo incluído nesses três agregados?"

Ven. Irmã Dhammadinna: "Os três agregados não estão incluídos no Nobre Caminho Óctuplo, amigo Visakha, mas o Nobre Caminho Óctuplo está incluído nos três agregados. Linguagem correta, ação correta, e modo de vida correto - esses estados estão incluídos no agregado da virtude. Esforço correto, atenção plena correta, e concentração correta - esses estados estão incluídos no agregado da concentração. Entendimento correto e pensamento correto - esses estados estão incluídos no agregado da sabedoria."

"A Iluminação é alcançável somente por aqueles que seguem este caminho."
-- MN 44

"Em qualquer doutrina e disciplina em que o nobre caminho óctuplo não seja encontrado, nenhum contemplativo da primeira ... segunda ... terceira ... quarta ordem [que entrou na correnteza, com um retorno, sem retorno, ou arahant] é encontrado. Agora, Subhadda, neste Darma e Disciplina o nobre caminho óctuplo é encontrado, contemplativos da primeira … segunda … terceira … quarta ordem são encontrados. O nobre caminho óctuplo é encontrado nesta doutrina e disciplina e exatamente aqui existem contemplativos da primeira … segunda … terceira … quarta ordem. Essa outras seitas estão desprovidas de verdadeiros contemplativos; mas se nesta, os bhikkhus viverem a vida com perfeição, o mundo não ficará vazio de arahants.”
-- DN 16.5.27